# Per Eriksson Brahe
Per Brahe, född den 19 november 1746 i Stockholm, död den 27 juni 1772 i Stralsund, var en svensk greve och officer. Hans föräldrar var Erik Brahe och dennes första hustru Eva Catharina Sack.

## Biografi
Per Brahes mor dog redan 1753 och fadern gifte om sig med grevinnan Christina Charlotta Piper. Fadern var medlem i hovpartiet och deltog i kungaparets kupp 1756 som misslyckades. Fadern blev på beslut av Rikets ständer halshuggen den 23 juli 1756 på Riddarholmen, så Per var från 10 års ålder föräldralös och uppfostrades av sin styvmor. Efter faderns död övertog Per Brahe bland annat Skoklosters slott. Brahes förmyndare blev Claes Gustaf Rålamb och Göran Gyllenstierna.
Han blev student vid Uppsala universitet den 23 mars 1762, och blev från 1763 volontär vid Livgardet, samt kort tid därefter utnämnd till kvartermästare vid Livregementet till häst. Den 3 oktober 1763 utnämndes han av konung Adolf Fredrik till drabant i Drabantkåren. Under studietiden och även senare i livet åtföljdes Per Brahe av informatorn Petter Trädgård.
Den 24 mars 1767 befordrades Brahe till löjtnant i armén för att den 23 mars 1770 befordras till Stabskapten vid Lätta dragonerna av livgardet. Per Brahe avled vid endast 25 års ålder och begravdes i familjens gravkor i Östra Ryds kyrka.
För sin samtid var Brahe bekant genom faderns postuma skrift Instruction för Dess unga Son, en samling livsvisdomar antecknade inför Erik Brahes avrättning 1756.

## Bilder

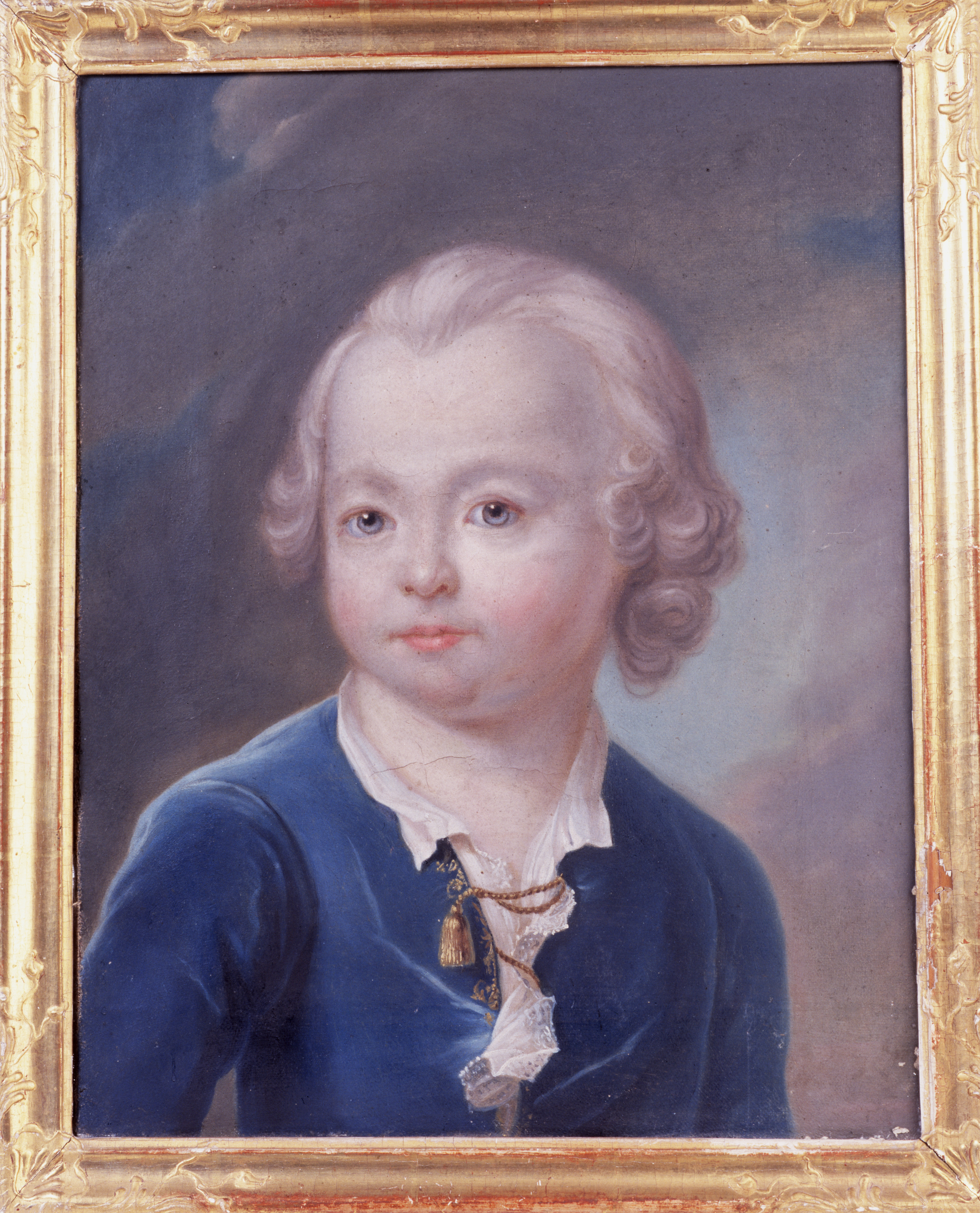
Per Brahe avporträtterad som ung av Gustaf Lundberg.